# Mare di Bering
Il mare di Bering o mar di Bering (in inglese Bering Sea; in russo Берингово море?, Beringovo more) fa parte dell'oceano Pacifico e occupa una superficie superiore ai due milioni di km². È racchiuso a nord dall'Alaska e dallo stretto di Bering, che lo connette con il mare Glaciale Artico; a nord-ovest dalla Siberia; a sud dalla penisola di Alaska e dalle isole Aleutine. Il mare ha preso il nome dal suo scopritore, il navigatore danese Vitus Bering.
Durante la più recente era glaciale, il livello del mare si abbassò a sufficienza per permettere migrazioni a piedi di esseri umani ed animali dall'Asia settentrionale verso il Nord America. Questo è comunemente indicato come il "ponte di terra di Bering".

## Geografia

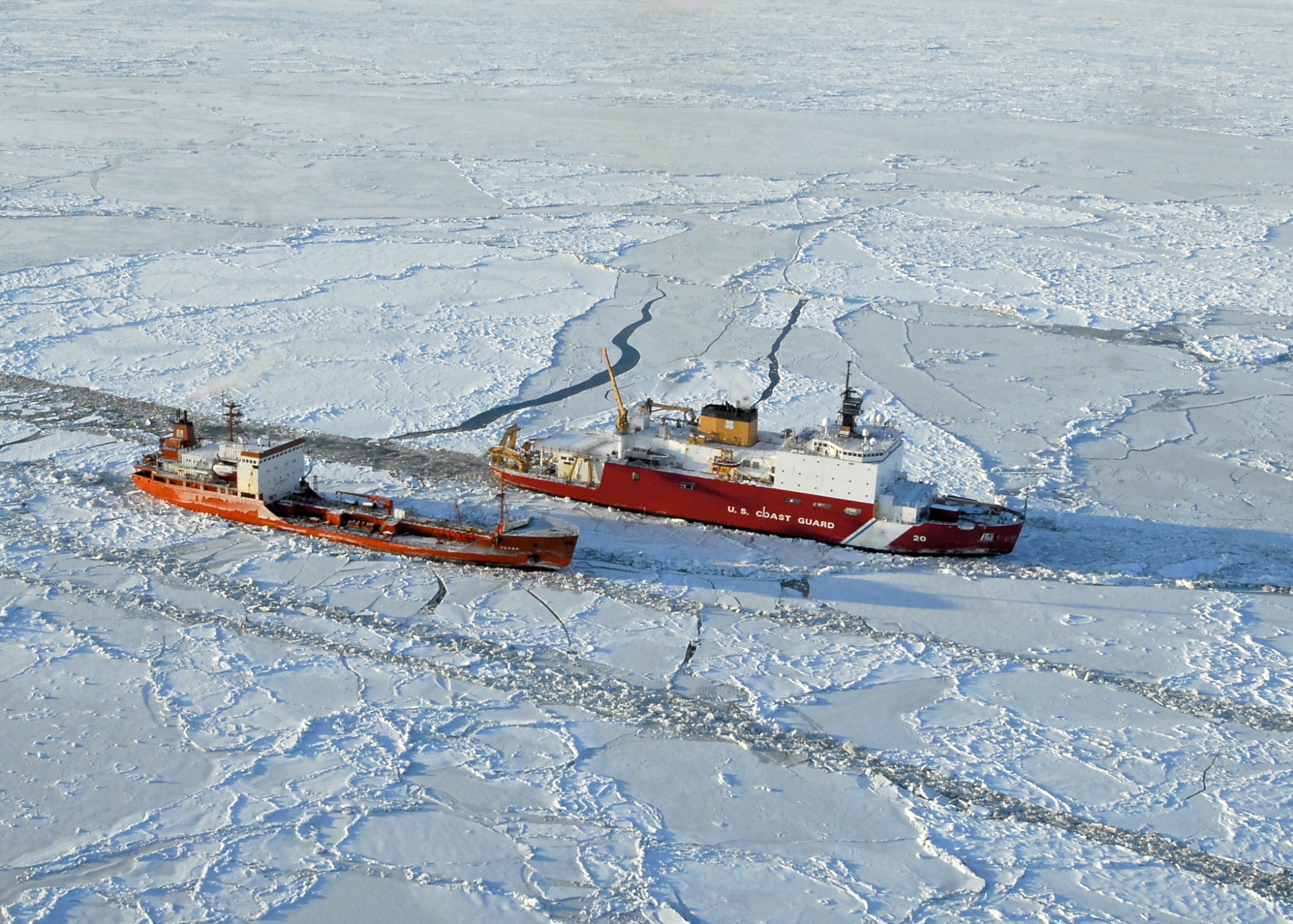
Rompighiaccio nel Mar di Bering

Le maggiori isole presenti nel mar di Bering sono:
- isola di San Lorenzo
- isola Nunivak
- isola San Matteo
- isole Pribilof
  - isola San Paolo
  - isola San Giorgio
- isole Diomede
- isole Aleutine
  - isole Fox
    - isola Umnak
    - isola Unalaska
    - isola Unimak

  - isole del Commodoro
    - isola di Bering
    - isola di Medny

  - isole Andreanof
    - isola Atka
    - isola Adak
    - isola Tanaga

  - isole Rat
  - isole Near

I principali fiumi che sfociano nel mar di Bering sono:
- asiatici
  - fiume Anadyr
  - fiume Kamčatka
- nordamericani
  - fiume Yukon
  - fiume Kuskokwim